# Gerhard Brunner (Eishockeytrainer)
Gerhard Brunner (* 8. Mai 1950 in Bad Tölz) ist ein ehemaliger deutscher Eishockeyspieler und -trainer. Von 2002 bis 2004 war er zudem auch als Sportmanager für die Kölner Haie tätig.

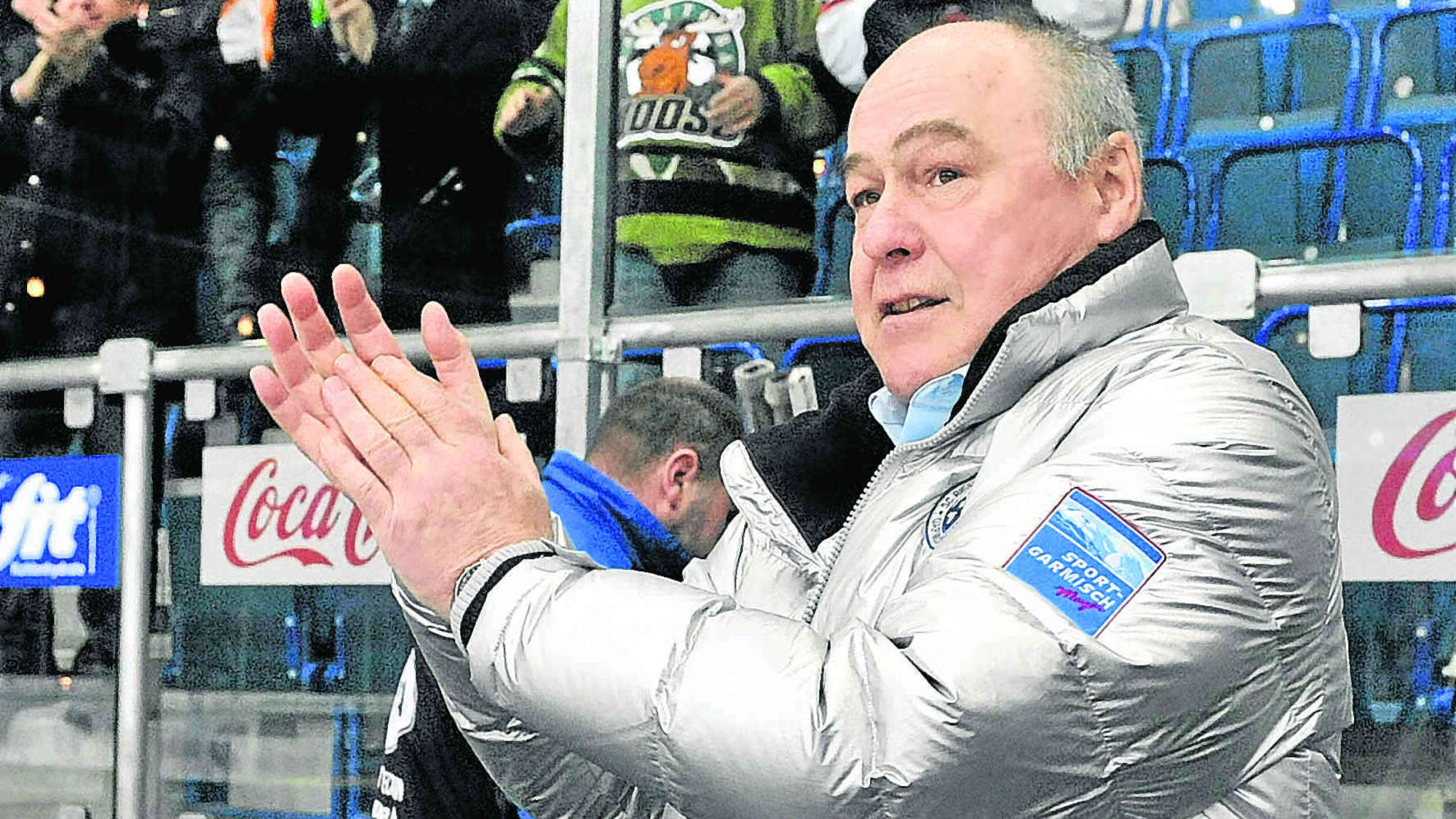
Gerhard Brunner

## Sportliche Aktivität
Brunner begann seine sportliche Aktivität im Eishockey in seiner Heimatstadt beim EC Bad Tölz im Jahre 1970. Weitere Stationen als Spieler waren der Berliner FC Preussen, der EHC 70 München und die SG Nürnberg, bis er 1976 aufgrund einer Verletzung nicht mehr sportlich aktiv im Eishockeysport tätig sein konnte.

## Karriere als Trainer und Manager
Gerhard Brunner trainierte vorerst seit 1982 zahlreiche Nachwuchsmannschaften, darunter die seiner Heimatstadt, den EC Bad Tölz, und die der Düsseldorfer EG. Mit beiden Mannschaften erreichte Brunner den deutschen Meistertitel (1984 mit Bad Tölz und 1994 mit der DEG).
Als Profitrainer war Brunner von 1989 bis 1991 beim EHC Klostersee in der 2. Bundesliga aktiv, bis er zur darauf folgenden Saison zum TSV Peißenberg wechselte, jedoch noch in der gleichen Spielzeit 1991/92 mit dem Verein in die Oberliga abstieg.
Sein Debüt in der Deutschen Eishockey Liga gab Brunner bei den Kassel Huskies in der Saison 1996/97. Noch im gleichen Jahr gewann er mit den Huskies die deutsche Vizemeisterschaft und wurde daraufhin zum „Trainer des Jahres“ gewählt. Zur Saison 1998/99 wechselte er dann zu den Starbulls Rosenheim, mit denen er sich aber in seinen beiden Spielzeiten als Trainer nicht für die Play-offs qualifizieren konnte. Als die Starbulls daraufhin die DEL-Lizenz an die Iserlohn Roosters verkauften, wechselte Brunner nach Düsseldorf zur DEG zurück und trainierte die Profimannschaft des Vereins, die im Jahre 2000 in die DEL zurückgekehrt war. Während der Saison 2001/02 trennte sich die DEG von Brunner.
Im Jahre 2002 wurde er dann von den Kölner Haien als Sportlicher Manager verpflichtet. Zum 30. April 2004 gab Brunner jedoch bekannt, den Vertrag als Manager in Köln nicht mehr verlängern zu wollen, und beendete damit seine Karriere sowohl als Trainer als auch Manager bei einem Profiverein.
Am 20. Oktober 2008 wurde er als neuer Trainer des SC Riessersee vorgestellt, er übernahm das Amt von Kim Collins. In dieser Saison erreichte Gerhard Brunner mit dem SC Riessersee das Play-off-Viertelfinale. Im April 2009 bat er um eine vorzeitige Auflösung seines Vertrags mit dem Wunsch, sich komplett vom Eishockey zurückzuziehen. Hierzu wurden persönliche und private Gründe genannt.